# Neustädter Gymnasium

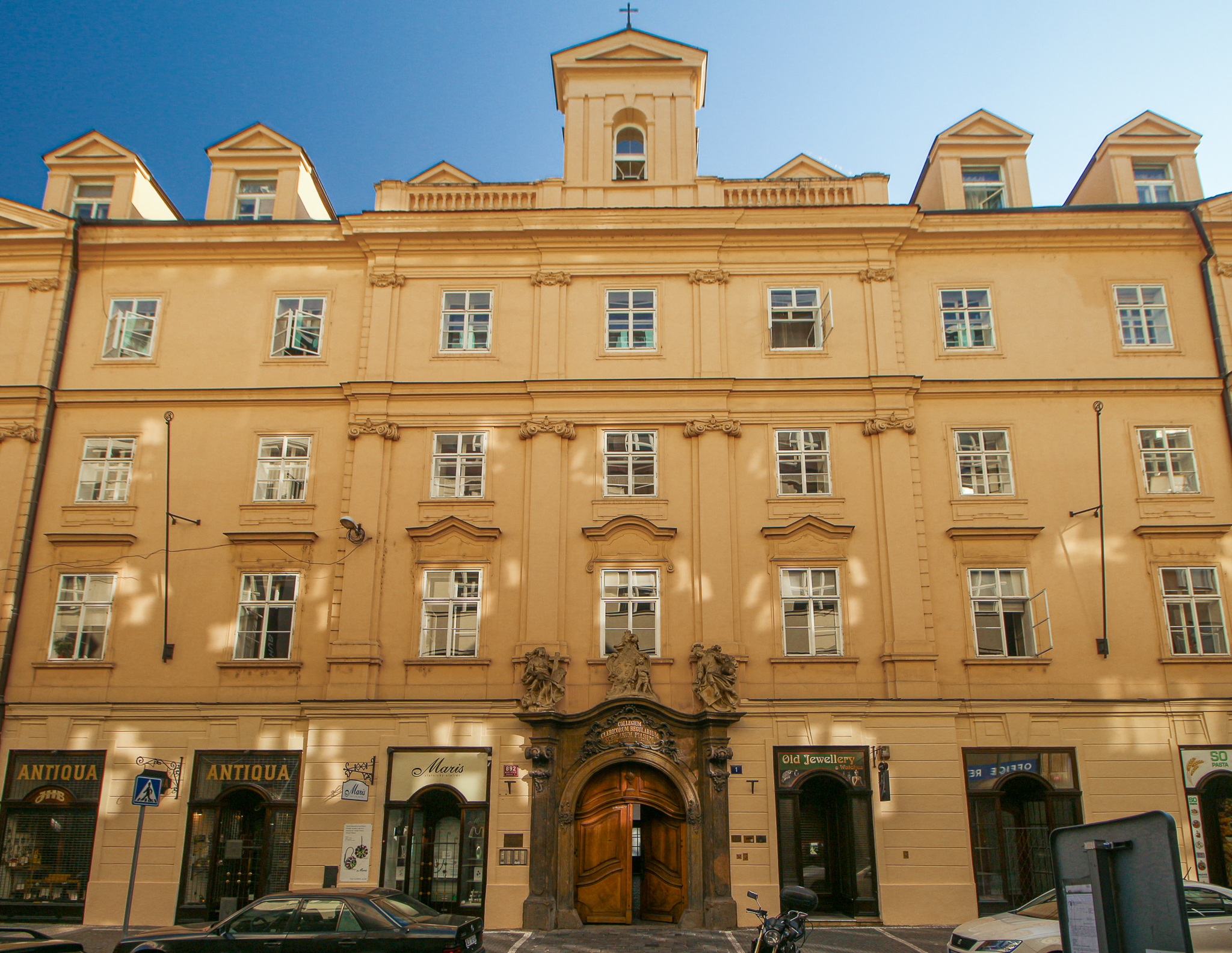
Ehemaliges Piaristengebäude

Das Neustädter Gymnasium war ein deutschsprachiges Gymnasium in der Prager Neustadt. Es bestand von 1778 bis etwa 1919 im Klostergebäude der Piaristen Am Graben (Na příkopě). Zu den bekanntesten Schülern gehörten der Dichter Rainer Maria Rilke und der Komponist Gustav Mahler.

## Geschichte
1628 hatten Jesuiten eine Niederlassung mit einem Colleg in der Neustadt gegründet. 1773 wurde dieses nach der Aufhebung des Ordens geschlossen. 
1777 erhielten die Piaristen nach öffentlichem Druck von Bürgern das Recht, dafür ein neues Gymnasium zu gründen.
1778 wurde das erste Schuljahr zunächst in der St. Ignatiuskirche begonnen. Später fand der Unterricht im Klostergebäude Herrengasse/Am Graben statt. Das Neustädter Gymnasium war das dritte in Prag nach den Altstädter Akademischen Gymnasium und dem Kleinseitner Gymnasium.
Anfang des 19. Jahrhunderts wurden neue Unterrichtsfächer eingeführt. 1820 wurde ein neues Schulgebäude gebaut. 1855 erfolgte die offizielle Umwandlung in ein achtklassiges Obergymnasium.
Seit den 1860er Jahren gab es vermehrt tschechischsprachigen Unterricht besonders für die unteren Klassen.
1875 ging die Leitung an eine staatliche Verwaltung über. Die Volksschule wurde aber von den Piaristen weitergeführt.
In den folgenden Jahren entstanden zwei weitere deutschsprachige Gymnasien in der Altstadt und der Neustadt (Stephansgasse), was die Bedeutung des bisherigen Graben-Gymnasiums erheblich einschränkte.
Nach der Gründung des tschechoslowakischen Staates wurde das Neustädter Gymnasium offenbar geschlossen. In das Gebäude kam das tschechische Akademische Gymnasium.

## Strukturen
Die Unterrichtssprache war offiziell Deutsch. Seit den 1860er Jahren gab es aber in den unteren Jahrgängen eigene Klassen für tschechischsprachige Schüler, um sie an den Unterricht heranzuführen. In den höheren Jahrgängen wurde dann fast ausschließlich deutsch gesprochen. Die meisten Schüler waren deutschsprachig, davon die Mehrzahl aus jüdischen Familien. Es gab aber auch jeweils etwa ein Viertel bis ein Drittel Tschechen.
Die Unterrichtsfächer waren im 18. Jahrhundert Rhetorik, Logik und niedere, mittlere und höhere Grammatik.
Seit dem 19. Jahrhundert gab es die üblichen Fächer deutsche, lateinische, griechische und böhmische Sprache, Geographie und Grammatik, Mathematik, Physik, Naturgeschichte und Philosophische Propädeutik. Freiwillige waren französische und italienische Sprache, Zeichnen, Turnen und Gesang.
Bis 1875 waren fast alle Lehrer Ordensangehörige der Piaristen (Ausnahme ein jüdischer Religionslehrer und ein Hilfslehrer), danach weltliche Pädagogen.

## Persönlichkeiten
Schüler
Im Neustädter Gymnasium (Graben) wurden deutschsprachige und tschechische Schüler ausgebildet. Einige wurden später Wissenschaftler, Schriftsteller oder Künstler.
Die bekanntesten waren der Komponist Gustav Mahler, und der Dichter Rainer Maria Rilke.
Fritz Mauthner beschrieb seine Schulzeit im Piaristengymnasium um 1865 detailliert in seinen Lebenserinnerungen.
(Die Schüler sind von denen der Piaristen-Volksschule, sowie dem Stephansgymnasium zu unterscheiden.)
- Jakub Jan Ryba (1765–1815), Autor
- František Vladislav Hek (1769–1847), Schriftsteller
- Dominik František Kynský (1777–1848), tschechischer Pädagoge und Autor
- Bernard Bolzano (1781–1848), bekannter Mathematiker
- Jan Svatopluk Presl (1791–1849)
- Vincenz Eugen Tobisch (1800–1852), Gymnasiallehrer
- Karel Hynek Mácha (1810–1836), tschechischer Schriftsteller
- Antonin Smetana (1814–1851), Philosoph
- Eduard Gundling (1819–1905), Jurist und Hochschullehrer
- Otto Apfaltrer von Apfaltrern (1823–1905), Politiker
- Otakar Hostinský (1847–1910), Ästhetiker und Musikwissenschaftler
- Alfred Klaar (1848–1927), Schriftsteller
- Fritz Mauthner (1849–1923), Schriftsteller
- Gustav Mahler, Komponist, besuchte das Gymnasium 1870/71 fünf Monate lang
- Rainer Maria Rilke (1875–1926), Dichter, legte dort wahrscheinlich nur die Abschlussprüfung ab, nach externem Privatunterricht
- Leo Perutz (?) (1882–1957), Schriftsteller
- Franz Janowitz (1892–1917), Dichter, Freund von Franz Kafka
- Johannes Urzidil (1896–1970), deutschsprachiger Dichter

Lehrer
Lehrer waren die Piaristen Jaroslav Schaller, Franz Ignatz Cassian Hallaschka und Johann Karl Tobisch sowie Theodor Hopfner.
Schüler der Piaristen-Volksschule
Schüler der Volksschule der Piaristen waren die Schriftsteller Max Brod, Willy Haas, Leo Perutz und Felix Weltsch.